# Ancistrocerus rivularis
Ancistrocerus rivularis är en stekelart som beskrevs av Cameron 1908. Ancistrocerus rivularis ingår i släktet murargetingar, och familjen Eumenidae. Inga underarter finns listade i Catalogue of Life.